# Rondibilis shibatai
Rondibilis shibatai là một loài bọ cánh cứng trong họ Cerambycidae.